# Krystian
Krystian – imię męskie pochodzenia grecko-łacińskiego, od łac. Christianus, Cristianus oznaczające „chrześcijanin, wyznawca Chrystusa”.
Wśród imion nadawanych nowo narodzonym dzieciom w Polsce Krystian w 2017 r. zajmował 48. miejsce w grupie imion męskich. W całej populacji Polaków Krystian zajmował w 2017 r. 60. miejsce (108 962 osoby). W styczniu 2024 w rejestrze PESEL znajdowało się 111 386 mężczyzn o pierwszym imieniu Krystian, co plasowało imię to na 61. miejscu wśród imion męskich w całej populacji.
Inna forma: Chrystian. Żeński odpowiednik: Krystiana.
Krystian imieniny obchodzi 4 grudnia.

## W innych językach
- język angielski – Christian[8]
- język bułgarski – Kristian, Krastin, Krast'o[8]
- język czeski – Kristián[8]
- język duński – Christian
- język fiński – Kristian
- język francuski – Chrétien, Christian
- język hiszpański – Kristian, Cristian
- język litewski – Kristijonas, Krizas, Krišcius
- język łaciński – Christianus
- język macedoński – Кристијан
- język mongolski – Хпистянюв
- język niderlandzki – Christiaan
- język niemiecki – Christian
- język portugalski – Cristiano
- język rosyjski – Hristian
- język słowacki – Kristián
- język słoweński – Kristijan, Krsta, Krsto, Kristo, Hristo
- język szwedzki – Christian
- język węgierski – Keresztély, Krisztián
- język włoski – Cristiano[8]

## Osoby noszące to imię
- Chrétien de Troyes, średniowieczny poeta francuski, truwer (ok. 1135–1183)
- Christiaan Barnard, lekarz, który jako pierwszy wykonał transplantację serca (1922-2001)
- Christian Andreas Doppler, austriacki matematyk i fizyk (1803–1853)
- Christian Anfinsen, amerykański biochemik, noblista (1916–1995)
- Christian Bale, walijski aktor (ur. 1974)
- Christian Cantwell, amerykański lekkoatleta, kulomiot
- Christian Coleman, amerykański sprinter (ur. 1996)
- Christian Dalmau, portorykański koszykarz, były zawodnik klubu Prokom Trefl Sopot (ur. 1976)
- Christian de Duve, belgijski lekarz i cytolog (ur. 1917)
- Christian de Portzamparc, francuski architekt i urbanista (ur. 1944)
- Christian Dior, francuski kreator mody (1905–1957)
- Christian Eriksen, duński piłkarz (ur. 1992)
- Christian Fürchtegott Gellert, niemiecki pisarz (1715–1769)
- Christian Heinrich Friedrich Peters, amerykański astronom (1813–1890)
- Christian Hoffmann von Hoffmannswaldau, niemiecki poeta (1616–1679)
- Christian Jürgensen Thomsen, duński archeolog (1788–1865)
- Christian Karembeu, francuski piłkarz (ur. 1970)
- Christian Klien, austriacki kierowca wyścigowy (ur. 1983)
- Christian Kracht, szwajcarski pisarz i dziennikarz (ur. 1966)
- Christian Kramp, francuski matematyk (1760–1826)
- Christian Lindner, niemiecki polityk (ur. 1979)
- Christian Morgenstern, niemiecki pisarz (1871–1914)
- Christian Olsson, szwedzki lekkoatleta (ur. 1980)
- Christian Panucci, włoski piłkarz (ur. 1973)
- Christian Poulsen (1912–1981) – duński szachista
- Christian Slater, aktor amerykański (ur. 1969)
- Christian Vieri, piłkarz włoski
- Christian Walz, szwedzki muzyk (ur. 1978)
- Christian Wiyghan Tumi, kameruński duchowny katolicki, arcybiskup Duali, kardynał (ur. 1930)
- Christian Wörns, niemiecki piłkarz (ur. 1972)
- Christian Wulff, prezydent Niemiec (ur. 1959)
- Christian z Oliwy, pierwszy biskup Prus
- Christian Ziege, piłkarz niemiecki
- Christo Botew, bułgarski poeta (1848–1876)
- Christo Markow, bułgarski lekkoatleta, trójskoczek, mistrz olimpijski (ur. 1965)
- Christo Mładenow, bułgarski piłkarz i trener piłkarski (1928–1996)
- Christo Stoiczkow, bułgarski piłkarz i trener piłkarski (ur. 1966)
- Christo Szopow, bułgarski aktor (ur. 1964)
- Christo Żiwkow, bułgarski aktor (ur. 1975)
- Christo Javacheff, rzeźbiarz amerykański pochodzenia bułgarskiego (ur. 1935)
- Christian I i dziewięciu kolejnych królów Danii
- Chrystian VI Oldenburg, król Danii i Norwegii (1699–1746)
- Cristian Chivu, piłkarz rumuński
- Cristian Tello, hiszpański piłkarz (ur. 1991)
- Cristian Zaccardo, włoski piłkarz (ur. 1981)
- Cristiano da Silva, brazylijski piłkarz (ur. 1987)
- Cristiano Ronaldo, portugalski piłkarz (ur. 1985)
- Fryderyk Krystian Leopold Wettyn, królewicz polski, elektor saski (1722–1763)
- Hans Christian Andersen, duński baśniopisarz (1805–1875)
- Jan Chrystian Bockshammer, polski wydawca, tłumacz, pisarz religijny
- Jan Chrystian Kamsetzer, polski architekt
- Jan Chrystian Schuch, architekt
- Jens Christian Skou, duński chemik (ur. 1918)
- Johan Christian Fabricius, duński entomolog i ekonomista (1745–1808)
- Johann Christian Bach, niemiecki kompozytor (1735–1782)
- Kristian Brenden, norweski skoczek narciarski (ur. 1976)
- Kristian Kostow, rosyjsko-bułgarski piosenkarz (ur. 2000)
- Kristijonas Donelaitis, litewski poeta (1714–1780)
- Krisztián Pars, węgierski młociarz (ur. 1982)
- Krisztián Takács, węgierski pływak (ur. 1985)
- Krystian Barański, polski żużlowiec (ur. 1987)
- Krystian Bąk, polski hokeista, olimpijczyk (ur. 1956)
- Krystian Brzozowski, polski zapaśnik, olimpijczyk (ur. 1982)
- Krystian Długopolski, polski skoczek narciarski (ur. 1980)
- Krystian Godfryd Deybel de Hammerau, generał w armii polskiej (1725–1798)
- Krystian Jurowski, polski judoka (ur. 1988)
- Krystian Kamiński, polski polityk i przedsiębiorca Od 2019 roku poseł. (ur. 1983)
- Krystian Klecha, polski żużlowiec (ur. 1984)
- Krystian Kozerawski, polski muzyk, gitarzysta (ur. 1974)
- Krystian Krzemiński, polski poeta (ur. 1950)
- Krystian Lupa, scenograf i reżyser teatralny (ur. 1943)
- Krystian Łuczak, polski polityk (ur. 1949)
- Krystian Niełacny, polski lekarz anestezjolog, działacz społeczny, regionalista (ur. 1934)
- Krystian Ochman, polski piosenkarz i tenor (ur. 1999)
- Krystian Stangel, architekt, urbanista (1946-2005)
- Krystian Wieczorek, polski aktor, (ur. 1975)
- Krystian Zimerman, polski pianista (ur. 1956)
- Lauri Kristian Relander (1883–1942) – fiński polityk, 2. prezydent Finlandii
- Ludolf Christian Treviranus, niemiecki lekarz, anatom, fizjolog i embriolog roślin (1779–1864)
- Chrystian Piotr Aigner, polski architekt (1756–1841)
- Piotr Krystian Domaradzki, polski pisarz i dziennikarz (ur. 1946)